# 汉惹拔

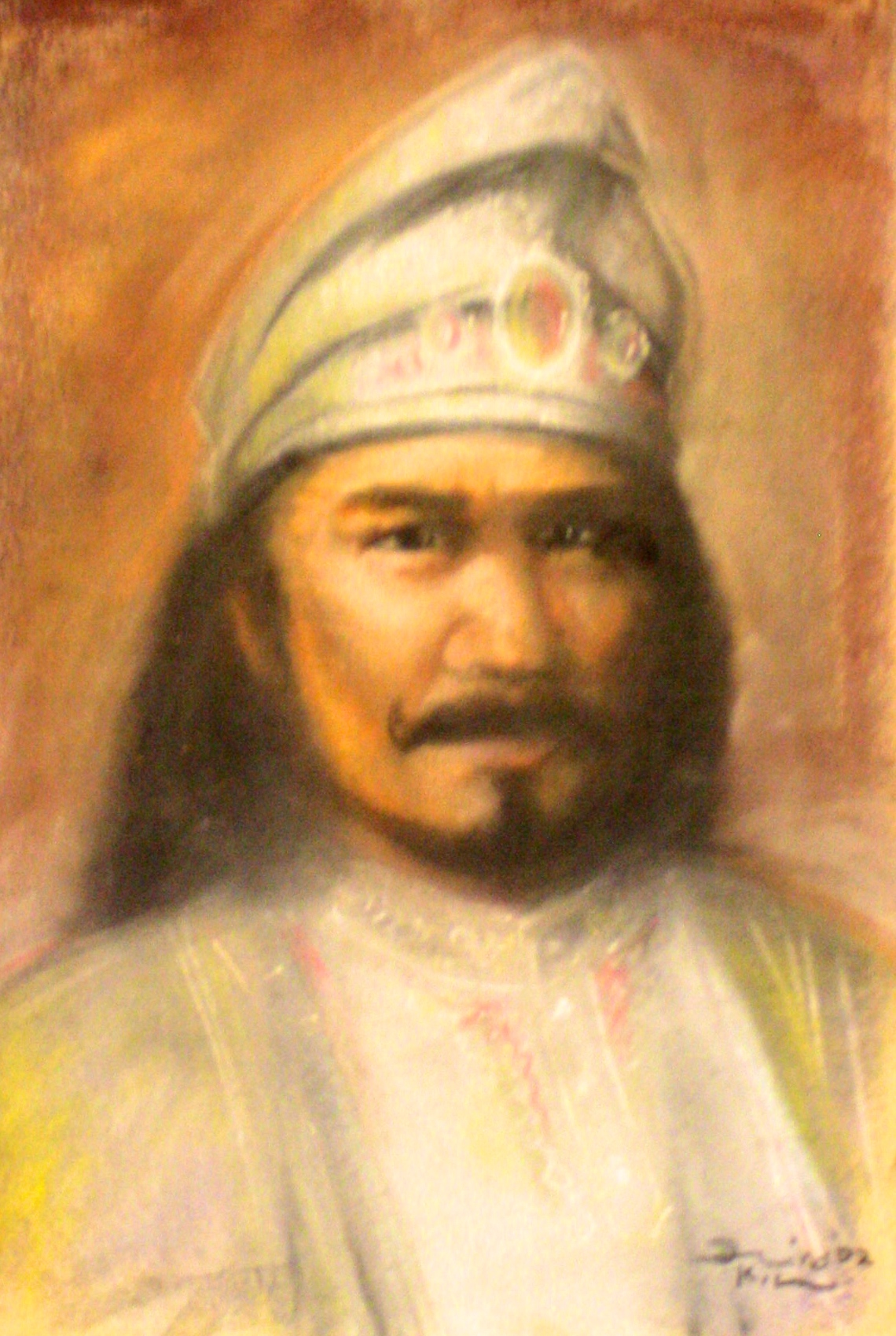
汉惹拔艺术形象.

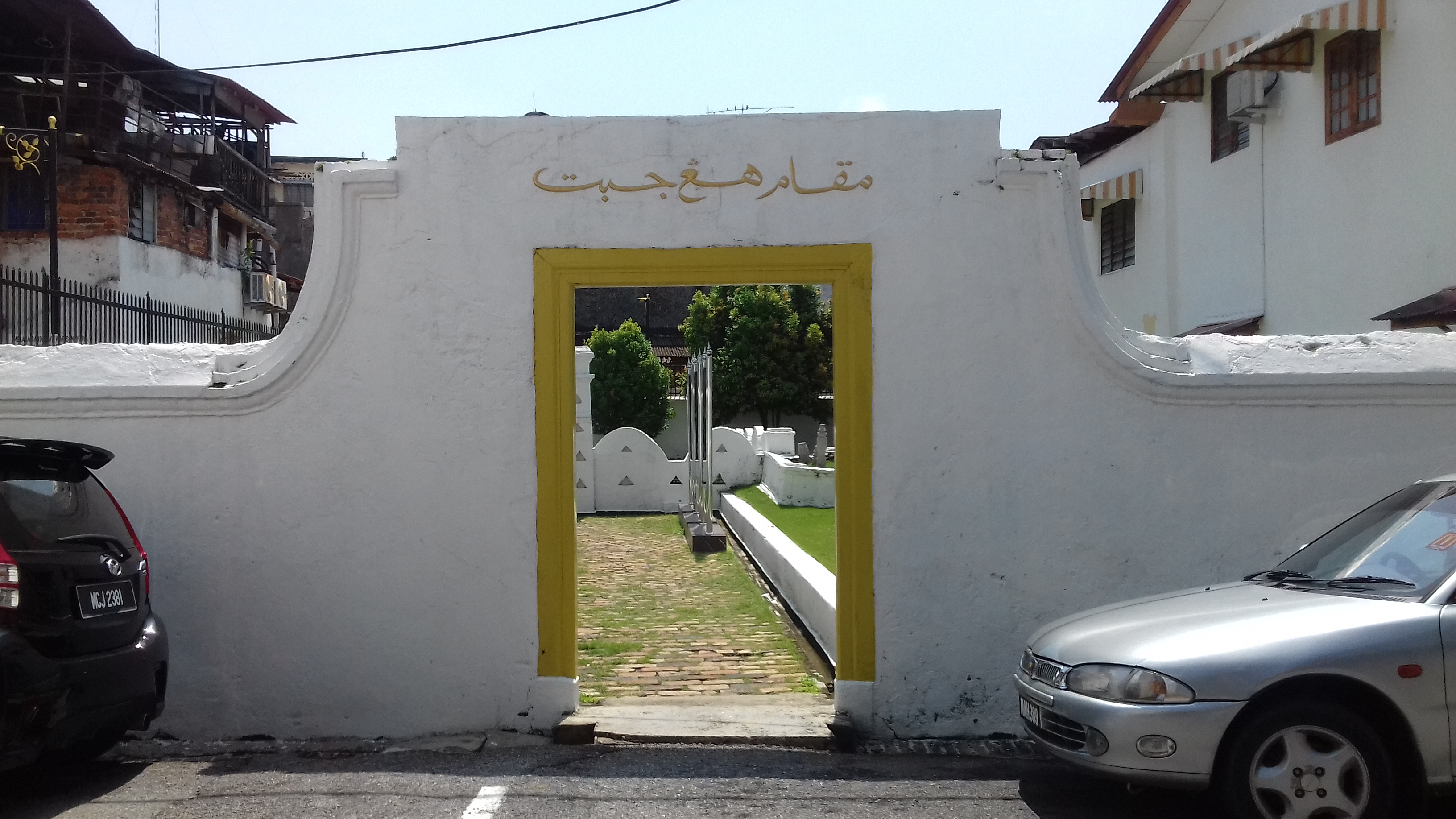
马六甲的汉惹拔墓.

汉惹拔（马来文：Hang Jebat，又译作汉惹伯、汉泽拔、汉日拔、汉嘉伯、汉杰巴、杭兹巴特等）是马来传奇故事中的人物，他最早出现于马来古典小说《汉都亚传》（Hikayat Hang Tuah）。在这部以15世纪为背景的小说里，他是汉都亚的好友，后来因为背叛马六甲王朝的苏丹而被汉都亚杀死。
不过，从1960年代开始，汉惹拔在马来现代文学中的形象开始发生转变，他在一些剧作中被塑造成人民英雄，为了抵抗残暴的统治者而起义，但最后却被愚忠的汉都亚所杀。在现代文学作品的一番重写下，汉惹拔遂成为马来文化中一个具争议性的符号，这符号象征着对权威的反抗，如果统治者是残暴的、不合理的、违背人民意愿的，则人民的起义也可以被接受。
至今在马六甲仍有汉惹拔墓（Makam Hang Jebat），马来西亚全国各地也有许多以汉惹拔命名的公路、建筑物和商品。

## 《汉都亚传》里的汉惹拔

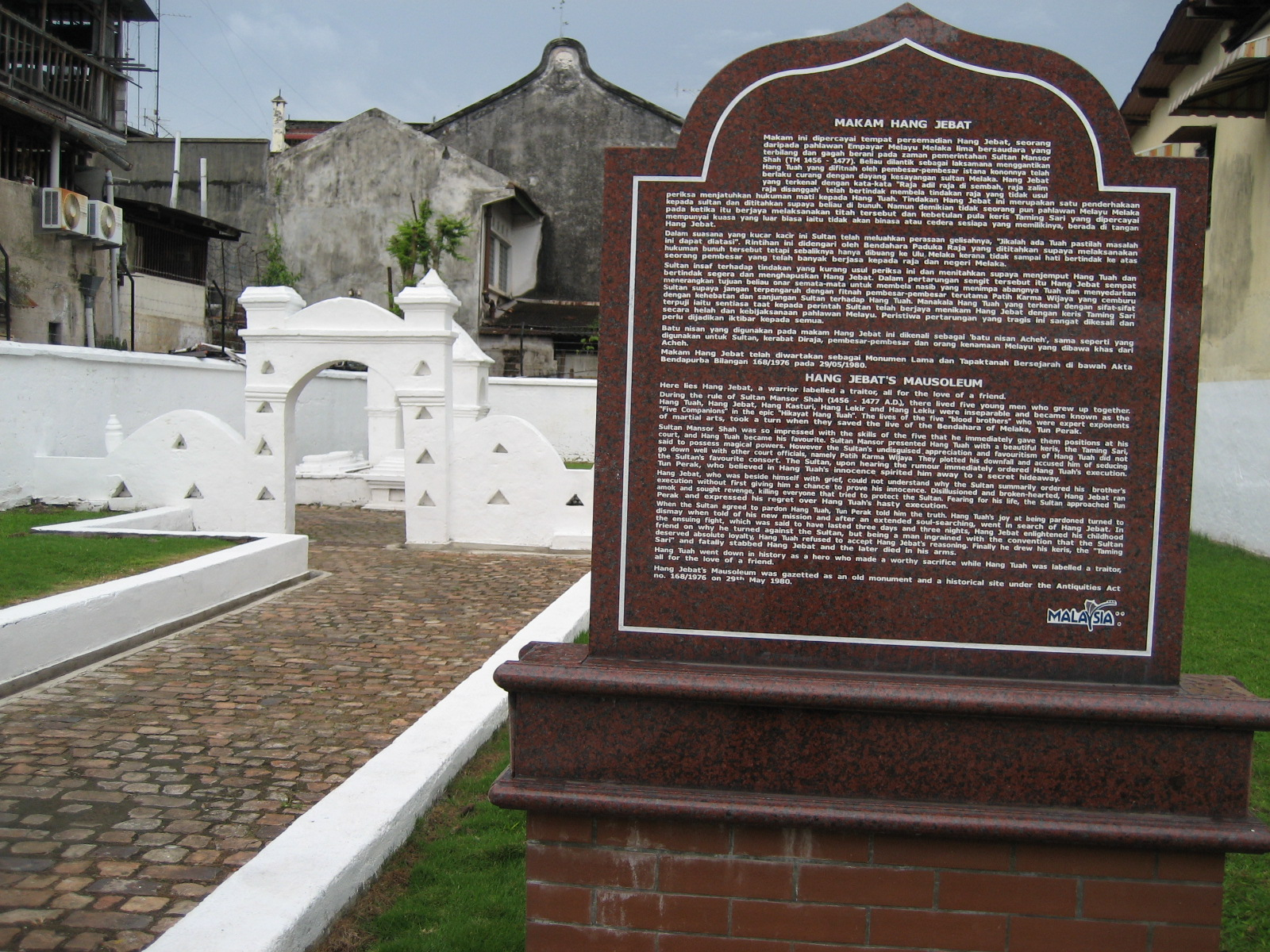
坟Hang Jebat

根据马来古典小说《汉都亚传》（Hikayat Hang Tuah），汉都亚在少年时代已结识了四位情同手足的好友，他们是汉卡斯都丽（Hang Kasturi）、汉叻基（Hang Lekir）、汉叻古（Hang Lekiu）和汉惹拔。他们五人一同学艺，一同投效马六甲王朝的苏丹，其中，汉都亚的表现一直是最出色的，同时他也最受苏丹赏识，汉惹拔则次之。
在小说中，马六甲苏丹因听信谗言而下令杀死汉都亚，但当时的宰相却瞒着君主偷偷帮助汉都亚躲藏起来。之后，在宫中取代汉都亚地位的汉惹拔肆意妄为，和宫中的妃子、侍女通奸，严重破坏了宫廷的规矩。结果苏丹为保住王位而撤出宫廷，并命令部下声讨叛国的汉惹拔。可是，汉惹拔英勇非凡，苏丹所派出的人全被他击败了。在苏丹束手无策之际，宰相告诉苏丹，其实汉都亚还未死。于是，苏丹赦免了汉都亚的罪，让汉都亚对付汉惹拔。
和汉都亚决战时，汉惹拔屡次说他是为了替汉都亚报仇所以才背叛苏丹，他认为听信谗言的苏丹是昏庸的。可能是这些细节给后世的文学家提供了改写的灵感。
经过一轮激烈的攻守后，汉惹拔终于被汉都亚刺伤，但汉都亚没有将他刺死便动身离开。受重伤的汉惹拔狂性大发，在宫外刺死了许多无辜的百姓，最后他走到汉都亚的家，死在汉都亚怀中。临死前，汉惹拔托付汉都亚照顾他和宫中侍女当峇茹（Dang Baru）私通所得的遗腹子。

## 现代马来剧场中的汉惹拔
1959年，阿里阿兹（Ali Aziz）的剧作《汉惹拔叛乱》（Hang Jebat Menderhaka）将汉惹拔改写成一个悲剧角色，初步动摇了传统的汉惹拔形象。1961年，乌斯曼·阿旺的剧作《一位英雄之死》（Matinya Seorang Pahlawan）更进一步将汉惹拔塑造成一位个性独立、追求自由的英雄，加插了一段他和宫女当华盈（Dang Wangi）相爱的情节。
剧中强调汉惹拔是为汉都亚复仇而叛乱，他临死前批评汉都亚对苏丹的盲目忠诚，并相信未来的一代将唾弃这种无知的愚忠。乌斯曼阿旺的作品完全颠覆了过去的汉惹拔形象，反映出1960年代马来社会年轻人质疑权威的精神。在诺丁哈山（Noordin Hassan）1964年的剧作《马六甲土地上的热雨》（Hujan Panas Di Bumi Melaka）中，汉惹拔也是一个正义和人道的捍卫者。
1970年代，马来剧场界中表现出色的新进剧作家纷纷以汉惹拔为题材创作剧作。在丁斯曼（Dinsman）的现代版《惹拔》（Jebat，1973）里，惹拔是一个受人民欢迎、反抗统治者的勇者。而佐汉嘉化（Johan Jaafar）的《我的都市啊我的都市》（Kotaku Oh Kotaku，1974）里则有一个名叫惹拔的角色，他和传统的惹拔无关，但也是一位人民英雄。1980年，哈达阿札汗（Hatta Azad Khan）的《惹拔》（Jebat）更是把惹拔塑造成一个罗宾汉般的侠客，相反的，汉都亚却变成了一个负面角色。

## 汉惹拔语录
- “王贤则尊，君暴则抗”

（原文：Raja adil raja disembah, raja zalim raja disanggah）（出处：乌斯曼阿旺《一位英雄之死》）
- “都亚，我不阻止你服从君令。但是，我请求你，如果君令违反了公正、真理和人性，那请你选择服从公正、真理和人性。”

（原文：Abang Tuah, aku tidak menghalang kau mematuhi perintah Raja. Tapi aku minta, kalau perintah Raja itu bertentangan dengan perintah keadilan, kebenaran dan kemanusiaan, pilihlah perintah keadilan, kebenaran dan kemanusiaan）（出处：丁斯曼《惹拔》）

## 民间传说
另外有一些民间說法，指Hang Jebat與Hang Tuah和其他名字帶有Hang開頭的人物都可能是明朝福建閩南一帶往南洋遷移的漢人，＂Hang＂是＂洪＂氏（閩南語發音＂Ang＂），與Hang（Ang）Tuah和其他名字帶有Hang（Ang）的人物同為洪氏一族。洪氏一族把五形拳傳入南洋各地並演變而成後來的南洋武術席拉。